# Ludwig-Cauer-Grundschule
Die Ludwig-Cauer-Grundschule ist eine Grundschule in Berlin-Charlottenburg (Cauerstraße 36, Eingang Loschmidtstraße 8–10). Im 19. Jahrhundert und Anfang des 20. Jahrhunderts war dort das Kaiserin-Augusta-Gymnasium.
Ein Schwerpunkt in der Schule sind Theater (es gibt Theater-Arbeitsgemeinschaften), Tanz, Medien und Musik, aber auch soziales Lernen und Sport, insbesondere Fußball, sowie eine London-Arbeitsgemeinschaft im Englisch-Unterricht, die einmal jährlich nach London fährt. Aufgrund des 80%igen Anteils von Schülern nichtdeutscher Herkunftssprache gibt es auch Türkisch-Unterricht. Sie hat zurzeit (2019) rund 400 Schüler und Schülerinnen im Ganztagsbetrieb. Ein Kinderhort (im ehemaligen Direktorgebäude) ist angeschlossen. Es gibt eine Mensa, ein Schüler-Café, einen Computerraum und ein Kinderhaus für die zusätzliche Betreuung.

## Geschichte und Kaiserin-Augusta-Gymnasium
Die Grundschule ist nach Ludwig Cauer benannt, einem Schüler von Johann Gottlieb Fichte, der mit seinem 1818 in der Münzstraße gegründeten Internat (Cauersche Anstalt) nach den Lehren Fichtes und der Reformpädagogik von Pestalozzi 1825 dorthin zog. Zuvor war dort eine 1820 gegründete Gaststätte. 1829 gab es 65 Internatszöglinge. Das Internat war damals sehr angesehen. Kurz vor seinem Tod verkaufte er 1834 das Grundstück samt Gebäude an die Stadt, die im selben Jahr eine neue Schule darin eröffnete. Es war nur noch teilweise Internat und hieß ab 1840 Pädagogium zu Charlottenburg bei Berlin.
1858 wurde es öffentliche höhere Lehranstalt mit rund 90 Schülern. 1866 wurde es Progymnasium (mit der Berechtigung Zeugnisse zum einjährig Freiwilligen Militärdienst zu erteilen) und 1869 Gymnasium, das seit 1874 vollständig vom Staat getragen wurde. 1876 erhielt es den Namen Kaiserin-Augusta-Gymnasium nach der Ehefrau von Kaiser Wilhelm I. Augusta von Sachsen-Weimar-Eisenach. Diese war dem Gymnasium eng verbunden, besuchte es jedes Jahr und sprach mit jedem der Abiturienten (die meist unmittelbar an die Universität wechselten) persönlich. Die Schule war ein humanistisches Gymnasium und zählte eine evangelische und nationale Erziehung zu ihren Grundprinzipien. Es war das Gymnasium des Bildungsbürgertums im wohlhabenden Charlottenburg. 1903 (Baubeginn 1901, aber schon vorher wurde in angemieteten Räumen unterrichtet) kam das humanistische Mommsen-Gymnasium hinzu, das in der Wormser Straße war (später auch Waldschulallee).

## Schulgebäude
Das Hauptgebäude befand sich zunächst in der Berliner Straße (heute Otto-Suhr-Allee), wurde aber zu klein, weshalb von 1897 bis 1899 ein Neubau im rückwärtigen Teil (Cauer-Straße) entstand. Dort befindet sich die Schule noch heute. Der dreigeschossige Bau mit nördlichem Seitenflügel im Stil des Historismus wurde von Landbauinspektor Otto Poetsch und Regierungsbaumeister Karl Haubach entworfen. Nach dem Ausscheiden beider Architekten aus dem Projekt führte Regierungsbaumeister Alfred Sproemberg ab Sommer 1898 des Bau zu Ende. Es gab Säulenhallen und Kreuzgratgewölbe und eine Aula im zweiten Obergeschoss. 1922 wurde eine Realgymnasium-Abteilung angefügt und 1927 die Turnhalle gebaut.
Im Zweiten Weltkrieg wurde die Schule durch einen Bombenangriff am 22. November 1943 schwer beschädigt (und das alte Schulhaus in der Berliner Straße vollkommen zerstört) und ab 1952 wieder aufgebaut. Die Schule war während der ersten Nachkriegszeit und der Wiederaufbauphase mit dem Mommsen-Gymnasium in der Nähe zusammengelegt. Das Gymnasium wurde 1945 mit dem Mommsen-Gymnasium zum Charlottenburger Gymnasium zusammengelegt, woraus zunächst das Erich Hoepner Gymnasium wurde (1956) und heute das Heinz-Berggruen-Gymnasium. Bereits seit 1925 war am alten Ort eine Volksschule (23. Volksschule) und ab 1951 die 8. Grundschule (ab 1954 Ludwig Cauer Schule). 2003 wurde sie 7. Grundschule (Charlottenburg-Wilmersdorf).
In der Schule gab es Wandgemälde von Georg Barlösius und ein Glasfenster, zuerst mit Kaiser Wilhelm I., dann mit Reichsadler.
Das Schulgebäude steht unter Denkmalschutz.

## Bekannte Schüler
Für die bekannten Schüler der Cauerschen Anstalt siehe Ludwig Cauer.
Kaiserin-Augusta-Gymnasium:
- Marianne Ahlfeld-Heymann (1905–2003), Bildhauerin
- Gerhard Alexander (1903–1988), Bibliothekar
- Gottfried Aschmann (1884–1945), Diplomat
- Frederick A. Bernett (1906–1993), deutsch-amerikanischer Antiquar
- Albrecht Graf von Bernstorff (1890–1945), Diplomat und Widerstandskämpfer
- Hans Brasch (1892–1950), Betriebswirtschaftler und Maschinenbauingenieur
- Leo Brauner (1898–1974), Botaniker
- Edmund Edel (1863–1934), Illustrator, Karikaturist, Filmregisseur, Schriftsteller
- Eckart Heinze (1922–1979), Journalist
- Erich Hoepner (1886–1944), Generaloberst und Widerstandskämpfer, er war vor der Umbenennung in Heinz-Berggruen-Gymnasium nach dem Krieg Namensgeber des Nachfolgegymnasiums
- Ulrich Hofmann (1903–1986), Chemiker
- Hajo Holborn (1902–1969), Historiker
- Ulrich Knoche (1902–1968), Altphilologe
- Hermann Kuckuck (1903–1992), Genetiker
- Agathe Lasch (1879–1942), erste Professorin für Germanistik in Deutschland
- Louis Lejeune (1877–1954), Maler
- Maria Leo (1873–1942), Pianistin und Musikpädagogin
- Wolfgang Leppmann (1902–1943), Slawist
- Kurt Lewin (1890–1947), Psychologe
- Friedrich von der Leyen (1873–1966), Germanist
- Hans Looschen (1859–1923), Maler
- Hans Lucas (1865–1939), Altphilologe
- Werner March (1894–1976), Architekt des Olympiastadiums in Berlin
- Ernst Morwitz (1887–1971), Germanist und Schriftsteller
- Hans Joachim von Neuhaus (1887–1957), Diplomat und Journalist
- Johannes Papritz (1898–1992), Historiker und Archivar
- Friedrich Reimerdes (1909–2000), Kirchenmusiker, Komponist
- Hans Rose (1885–1969), Marineoffizier, U-Boot Kapitän im Ersten Weltkrieg
- Elisabeth Rotten (1882–1964), Reformpädagogin
- Bogislav von Selchow (1877–1943), Marineoffizier, Schriftsteller und Teilnehmer am Kapp-Putsch
- Georg Wilhelm von Siemens (1855–1919), Industrieller
- Wolfgang Spielhagen (1891–1945), Bürgermeister von Breslau
- Heinrich Sproemberg (1889–1966), Historiker
- Hans Steffen (1865–1936), Geograph
- Erich Volkmar (1879–1951), Jurist
- Gerd Voss (1907–1934), Jurist und SA-Führer
- Max Weber (1864–1920), Soziologe (Abitur 1882)
- Walther Wendel (1872–1941), Chirurg
- Erich Werdermann (1892–1959), Botaniker
- Dietrich Wersche (1909–1998), Manager

## Direktoren und Lehrer
Direktoren am Kaiserin-Augusta-Gymnasium:
- Conrad Rethwisch (1845–1921), ab 1901 dort Professor und Direktor, Verfasser von  Geschichtstabellen für höhere Schulen (mit E. Schmiele, Berlin 1883 und öfter)
- Otto Schröder (1851–1937), Altphilologe, 1912 bis 1921
- Dr. Paul Hartmann (1866–1942), Griechisch, Latein, Philosophie, 1921–1931
- Oskar Viedebantt (1883–1945), Althistoriker, 1927 bis 1930, davor lange dort Lehrer

Bekannte Lehrer am Augusta-Gymnasium
- Heinrich Anz (1870–1944), Altphilologe
- Alfons Kurfess (1889–1965), Klassischer Philologe
- Viktor Menzel (1865–nach 1921), Historiker
- Heinrich Müller (1855–1915), Mathematiklehrer, Verfasser eines verbreiteten Lehrbuchs (Rechenbuch für die unteren Klassen der höheren Lehranstalten)
- Eduard Lisco (1879–1941) war Seminarist am Gymnasium
- Ernst Wiechert (1887–1950), Schriftsteller

Direktoren der Ludwig-Cauer-Schule nach dem Krieg:
- Ab 1949 Karl Schorlies
- Ab 1955 Helmut Reichel
- Ab 1963 Hubert Eckervogt
- Ab 1972 Otto Steinberg
- Ab 1993 Manfred Kammerer
- Ab 2008 Manfred Streich
- Ab 2019 Elisabeth Wedeu-Kolhoff